# Râul Dioma
Dioma este un râu în Federația Rusă care curge prin Bașchiria și regiunea Orenburg. Este un afluent de stânga al râului Belaia (bazinul râului Kama).

## Etimologie
Cercetătorul A. A. Kamalov presupune că denumirea râului Dioma provine din limba bașchiră, de la cuvântul ”dim” - în traducere ”loc adânc în râu”. Celălalt nume al râului, Kuk-idel (bașchiră: Күгиҙел), care înseamnă ”râul albastru (ceresc)”, face parte din categoria hidronimelor rar-întâlnite formate conform formulei culoare + râu, alte exemple din Bașchiria fiind Aghidel (trad: râul alb) și Qaraidel (trad: râul negru).

## Cursul râului
Dioma izvorăște pe pantele nordice ale podișului Obșcii Sîrt la 2 km nord-est de satul Alioșkino din raionul Fiodorovskii al Bașchiriei. Râul curge mai departe prin regiunea Orenburg și apoi se întoarce înapoi în Bașchiria. Lungimea totală a râului este de 535 km, iar suprafața bazinului - 12.800 km². Debitul mediu anual la gură se ridică la 35 m³/s. Valea este largă, iar râul șerpuiește puternic; pe cursul inferior se întâlnesc meandre. Pe malul râului este amplasat orașul Davlekanovo.
În regiunea Orenburg râul posedă 28 de afluenți, dintre care 11 mai lungi de 10 km. Afluenții principali sunt: Bolșoi Izeak (lungimea de 58 km), Teater (91 km), Sadak (74 km) și râul Udreak (care se varsă în Dioma în apropiere de satul Dim, raionul Cișminskii al Bașchiriei).
Dioma se varsă în râul Belaia dinspre stânga la al 475-lea km de la gura acestuia.

## Afluenți
(km de la gură)
- 54 km: Kaziaz
- 61 km: Uza
- 79 km: Kalmașka
- 104 km: Udreak
- 113 km: Balîșlî
- 126 km: Bolșoi Udreak
- 195 km: Tiuleani
- 198 km: Iarîș
- 220 km: Kursak
- 231 km: Avriuz
- 248 km: Elga
- 293 km: Miaki
- 297 km: Karamala
- 307 km: Gainî
- 309 km: Kurbanî
- 323 km: Meneuz
- 332 km: Agumbuleak
- 337 km: Belakaielga
- 342 km: Sereaș
- 354 km: Kurmazî
- 363 km: Uiazî
- 378 km: Elbulak
- 378 km: Tiurtiuk
- 390 km: Ceakmaguș
- 407 km: Sadak
- 430 km: Kormeajka
- 440 km: Uiulga
- 443 km: Kupîrka
- 445 km: Kormeajka (de pe cursul superior)
- 455 km: Bakalka
- 457 km: Timanka
- 465 km: Teater
- 487 km: Șatratau
- 496 km: Bolșoi Izeak
- 509 km: Suhaia Dioma

## Gura râului
Gura actuală a râului este artificială. Ea a fost mutată în amonte pe cursul râului Belaia în sec. XIX din cauza construcției podului feroviar Belskii. Cursul apei a fost deviat în așa fel încât să nu se intersecteze cu linia de cale ferată, ceea ce a permis evitarea construcției unui alt pod, de data aceasta peste Dioma.
Gura veche a râului se afla mai jos pe cursul râului Belaia (la 6–7 km distanță de podul feroviar), în apropiere de Zaton (nu departe de satul Romanovka). De-a lungul cursului vechi al râului s-au format un șir de lacuri.

1 — râul Belaia, 2 — râul Ufa, 3 — râul Dioma, 3А — vechiul curs al Diomei, 4 — râul Sutoloka, 5 — râul Șugurovka.
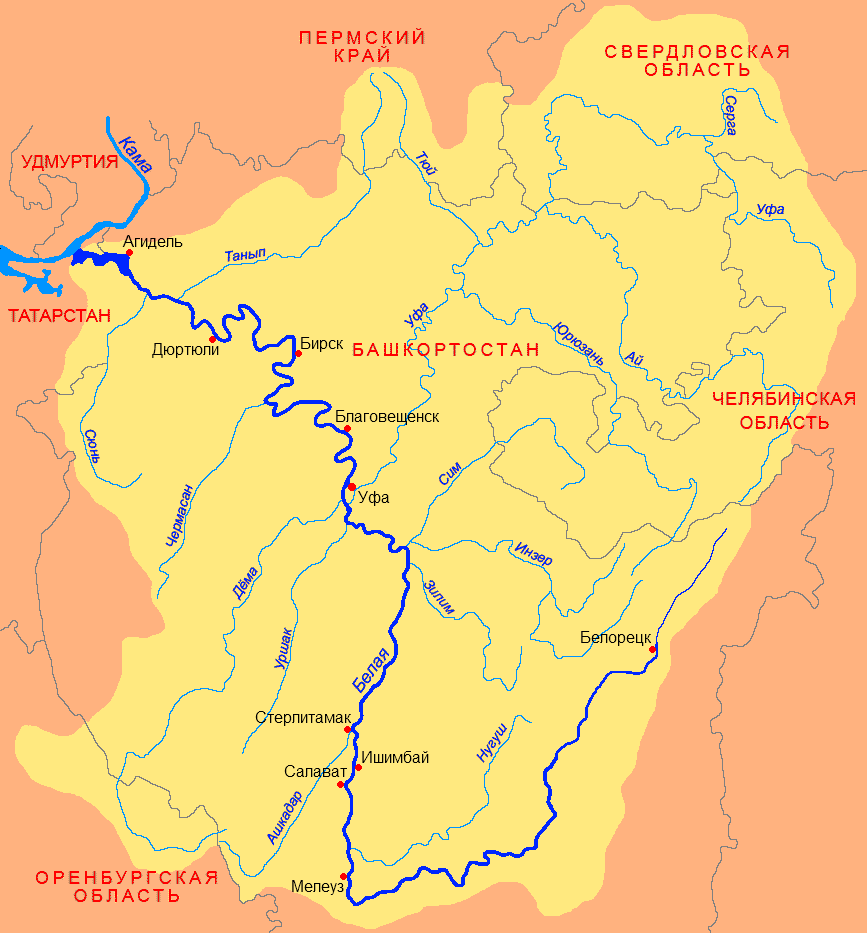
Bazinul râului Belaia